# Axel Emanuel Holmberg
Axel Emanuel Holmberg, född 24 april 1817 Jakob och Johannes församling i Stockholm, död 6 juni 1861 i Finska församlingen i Stockholm, var en svensk präst och fornforskare.
Efter att ha slutat sina studier i Stockholm flyttade han med sina fosterföräldrar till Halland där han ägnade sig åt jordbruk. Stridigheter med fosterfadern gjorde att han lämnade hemmet och tog sig till Göteborg för att mönstra på ett skepp. Han upptäckte då en platsannons om en inspektor på Ströms säteri vid Lilla Edet. Holmberg sökte och fick tjänsten. 
Säteriet ligger i ett fornminnesrikt område och detta väckte snart Holmbergs intresse för forntiden. Han begav sig efter några år till Lund för att utbilda sig till präst och prästvigdes 1840 och blev pastorsadjunkt i Bullarens härad i Bohuslän. Som sådan avporträtterades han av Emilie Flygare-Carlén i Ett köpmanshus i skärgården och han försåg även författaren med en mängd stoff till sina romaner. Under tjänstgöringen där fortsatte han odla sitt intresse för folkliv och fornminnen, vilket resulterade i hans Bohusläns historia och beskrifning (1842–1845, omarbetad upplaga av Gustaf Brusewitz 1867). Den ansågs länge som den främsta svenska landskapsbeskrivningen. I hans efterföljande verk Skandinaviens hällristningar 1848-1849 redovisade han alla då kända hällristningar. Andra forskningsverk av hans hand är Om Skandinavien och dess innebyggare (1849), Hasslidalen (1851), Nordbon under hednatiden (1852-54) samt Dragmarks kloster och sagan om Axel och Valborg (1856).
Efter att 1856 ha bosatt sig i Stockholm verkade han som adjunkt i finska församlingen, lärare vid Rydbergska skeppsgosseskolan, sekreterare i kungliga kommittén för utredningar av grunderna för städernas beskattning och som arkeologisk föreläsare. Han blev medlem av Kungliga Vitterhets Historie och Antikvitets Akademien, Det Kongelige Nordiske Oldskriftselskab med flera lärda sällskap. Efter hans död restes en minnessten över honom vid graven på Nya kyrkogården i Stockholm.